# Le Temps des ouvriers
 (juin 2023).
Le Temps des ouvriers est un documentaire en quatre parties réalisé par Stan Neumann en 2020,.

## Synopsis
À l'aide d'images d'archives rares, de prises de vues du patrimoine industriel et d'animations en 3D, on découvre l'histoire et les mécanismes économiques et idéologiques de l'acheminement du monde ouvrier européen du 19e siècle jusqu'au 21e siècle.

## Épisodes
1. Le temps de l'usine
2. Le temps des barricades
3. Le temps à la chaîne
4. Le temps de la destruction

## Fiches techniques
- Réalisateur : Stan Neumann
- Réalisateur des images : Joris Clerté
- Producteur : Camille Laemlé et Serge Lalou
- Conseiller historique : Xavier Vigna
- Genre : Documentaire

## Distribution
- Narrateur : Bernard Lavilliers
- Historiens : Alessandro Portelli, Stefan Berger, Arthur McIvor, Joseph Ponthus, Thomass Lindenberger, Ghislaine Tormos, Marion Fontaine, Keith Gildart, Karol Modzelewski, Stefano Musso
- Philosophe : Jacques Rancière
- Syndicalistes : Christan Corouge, Robert Kosmann
- Sidérurgiste : Pierre Machiroux
- Alan Brooke[précision nécessaire]
- Colin Parker Douglas[précision nécessaire]
- Gianni Marchetto[précision nécessaire]

## Œuvres citées
Des extraits des titres suivants apparaissent dans les quatre épisodes.
- A pas lentes (1979) de Cinelutte.
- Acier (1933) de Walter Ruttmann.
- Avec le sang des autres (1975) de Bruno Muel
- Automobile pour tous et pour tout (1931) de Hollywood on parade.
- Oliver Twist (1922) de Frank Lloyd.
- La Grève (1924) de Sergueï Eisenstein.
- La Mère (1931) de Bertolt Brech.
- La Nouvelle Babylone (1929) de Grigori Kozintsev et Leonid Trauberg.
- La Symphonie du Donbass (1930) Dziga Vertov
- Le bonheur dans 20 ans d'Albert Knobler.
- Le Déserteur (1933) de Vsevolod Poudovkine.
- Les Tisserands (1927) de Friedrich Zelnik.
- Ronde de nuit (1984) de Jean-Claude Missiaen
- Metropolis (1927) de Fritz Lang.
- Misère au Borinage (1933) d'Henri Storck et Joris Ivens.
- Mort d'une sensation (1935) d'Aleksandr Andrievski.
- Napoléon (1927) d'Abel Gance.
- Ventres glacés (1932) de Slátan Dudow.

## Réception
Le Monde salue un documentaire passionnant qui traite habilement le sujet ouvrier, de même que La Croix, Libération, La Tribune, et GEO. L'Usine nouvelle parle quant à elle d'un documentaire aussi dynamique qu'engagé.

## Article annexe
- Le Temps des paysans